# Pesqueira
Pesqueira è un comune del Brasile nello Stato del Pernambuco, parte della mesoregione dell'Agreste Pernambucano e della microregione della Vale do Ipojuca.

## Più
- Apparizioni di Cimbres